# Daddy Lessons
Daddy Lessons é uma canção da cantora estudaniense Beyoncé incluída em  seu sexto álbum de estúdio Lemonade. Seu videoclipe é parte de um filme como o mesmo título do álbum e foi ao ar na HBO.

## Composição
Foi composta por Diana Gordon, Beyoncé, Kevin Cossum e Alex Delicata. Beyoncé e Delicata também participaram da produção da faixa.
È descrita como uma canção com forte influência do country e mostra novamente a vontade de arriscar de Beyoncé. Liricamente a cantora mostra a relação complicada com pai; “Você está me traindo?”, pergunta em um momento. “Amigão, melhor crescer”, canta a Queen B se referindo à especaculação do seu casamento com Jay Z.

## Controvérsias e polêmicas
Para o jornalista Alison Bonagura é um simples “NÃO” pois, segundo ele, incluir uns “Yee Haws” e um arranjo típico não torna a artista country: “Não parece country para mim. Ela nem ao menos gravou nos estúdios em Tennessee ou compôs com algum grupo de Nashville. É tão country como “Single Ladies”, afirma.
Por outro lado, a repórter Claire Heinichen afirma que “SIM”, pois para ela já há um consenso que a música country pode ser gravada em qualquer lugar: “Daddy Lessons” é tudo o que eu espero de uma música country”, afirma. “Pode não ter sido gravada na cidade da música, mas ecoa o som e o sentimento das músicas que escuto todos os dias. Beyoncé não está se tornando uma artista country por apenas um faixa. E além do mais, ela é maior do que qualquer gênero musical”, finalizada dando um “Bem-vinda à Nashville Beyoncé”.
Por outro lado vários  artistas rasgaram elogios da cantora, Dierks Bentley disse que é só algo intangível sobre como isso soa como uma música country. Não são somente coros cativantes e versos que poderiam ser mixados como são em algumas canções pop. É uma história real que ela conta o que estava acontecendo em sua vida quando estava crescendo.
A banda Little Big Town, Blake Shelton e Garth Brooks também saíram em defesa de Beyoncé, quando muitos críticos afirmaram que ela estava se apropriando da cultura country. “Ela tem algumas história para contar – isso é muito claro no “Lemonade”. E eu acho que isso que faz a música country ser ótima”, declarou Karen Fairchild do Little Big Town.

## Vídeo
Na parte de Lemonade chamada Acerto de contas, Beyoncé aborda implicitamente as semelhanças entre seu marido e seu pai. Em uma passagem de palavra falada, ela questiona os potenciais conflitos de poder que ela pode ter tido entre os dois:
"Será que ele dobre seu reflexo?
Ele fez você esquecer seu próprio nome?
Será que ele se convenceu de que era um Deus?
Queria ficar dias de joelhos?
Fazer seus olhos se fecharem como portas? Você é um escravo para a parte de trás de sua cabeça?
Eu estou falando sobre seu marido ou seu pai?".
No clipe de Daddy Lessons ela está sendo ensinada como atirar com uma uma arma, como ser um tendenciosa e uma jovem trabalhadora. O pai de Beyoncé também aparece algumas vezes no filme. Em um vídeo antigo, ele está falando com a jovem Beyoncé, seguido imediatamente por outro clipe mais recente, brincando com sua neta Blue Ivy em uma cama, Beyoncé também aparece cantando "Yee-haw" enquanto usava um Antebellum, um vestido de estilo volumoso, de impressão de cera Africano - em homenagem ao seu estado natal do Texas e sua identidade como uma pessoa de ascendência Africana, que também paralelo as origens da própria música country. Ela também aparece cavalgando, e também são mostrados pais e famílias texanas.

## Desempenho nas tabelas musicais

### Posições
| Tabela musical (2016)                                  | Melhor posição |
| ------------------------------------------------------ | -------------- |
| Austrália (ARIA Charts)                                | 12             |
| Canadá (Canadian Hot 100)                              | 62             |
| Estados Unidos (Billboard Hot 100)                     | 41             |
| Estados Unidos (Top R&B/Hip-Hop Songs)                 | 26             |
| França (Syndicat National de l'Édition Phonographique) | 90             |
| Reino Unido (UK Singles Chart)                         | 40             |
| Reino Unido (UK R&B Singles Chart)                     | 13             |